# Coupe d'Algérie de football (FFF)
Ne doit pas être confondu avec Coupe d'Algérie de football.
 (avril 2017).
Si vous disposez d'ouvrages ou d'articles de référence ou si vous connaissez des sites web de qualité traitant du thème abordé ici, merci de compléter l'article en donnant les références utiles à sa vérifiabilité et en les liant à la section « Notes et références ».
La Coupe d'Algérie de football est une compétition de football qui fut créée en 1956 et qui disparue en 1962. Il s'agit d'une compétition régionale disputée en Algérie française et organisée par la Fédération française de football. Le club le plus titré est le SC Bel Abbès, qui totalise trois victoires finales.
À la suite du retrait des clubs marocains et tunisiens des compétitions nord-africaines de football (indépendances du Maroc et de la Tunisie) ; la Fédération française de football décida du lancement de deux autres compétitions pour les clubs algériens restant. Le but était d'intégrer rapidement ces équipes dans le système du football français. L'une de ces deux compétitions était une coupe de football qui concernait tous les clubs de l'Algérie. Elle porta le nom simple de "Coupe d'Algérie de football". Ce fut la première fois que l'on vit une compétition d'une telle envergure en Algérie et qui portait ce nom de "Coupe d'Algérie".

## Histoire
En 1956, lorsque les ligues algériennes décidèrent de se réunir dans une nouvelle entité appelée Union des ligues algériennes de football (ULAF), deux compétitions majeurs furent donc créées pour remplacer les ex compétitions nord-africaines. Une compétition de type "coupe" fut inventée pour relayer la défunte Coupe d'Afrique du Nord de football. Elle porta le nom sobre de "Coupe d'Algérie de football" et permettait à tous les clubs des ligues algériennes de football d'y participer. Les tours préliminaires de qualifications ou régionaux étaient organisés par les ligues elles-mêmes; puis un tour inter-régionale permettait de déterminer les participants à la phase éliminatoire, partie de la compétition gérée elle par contre par l'ULAF. Lorsque cette union des ligues cédera sa place au Comité d'Organisation et de Liaison des Ligues Algériennes (COLLA) en 1960, celui-ci prendra le relais de sa gestion.

### Création de la compétition

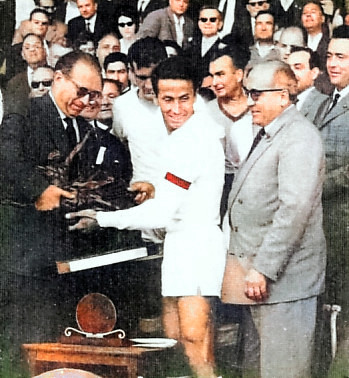
Finale de la Coupe d'Algérie, le 8 mai 1960, à Alger. M. Louis Sigala, ministre des sports à Alger, remet au capitaine du Sporting Club Bel-Abbès, le trophée de la Coupe d'Algérie. Cette équipe bat l'Olympique Hussein-Dey sur le score de 3 à 0.

Deux événements majeurs perturbèrent le football colonial nord-africain contribuant indirectement à la création de cette Coupe d'Algérie d'époque coloniale. Tout d'abord, durant l'année 1956, la France reconnaît l'indépendance du Maroc (sous domination française depuis le Traité de Fès le 30 mars 1912) et de la Tunisie (sous domination française depuis le Traité du Bardo le 12 mai 1881). Ce fait historique aura un impact fort sur l'organisation des compétitions de football en Afrique du Nord car les grandes compétitions telles que le Championnat d'Afrique du Nord de football ou la Coupe d'Afrique du Nord de football disparurent à la suite des retraits des clubs marocains et tunisiens. Seules les clubs algériens des ligues d'Alger, d'Oran et de Constantine continuèrent à jouer des compétitions organisés par les instances du football français.
La même année, un autre événement majeur va se produire en fin de saison sportive. Jusqu'en mai 1956, les compétitions en Algérie se déroulèrent le plus normalement du monde, malgré une atmosphère menaçante parce que le FLN avait déclenché deux ans auparavant, la Guerre de Libération national le 1er novembre 1954. Un événement important survint avant la finale de la Coupe d'Afrique du Nord de football où les deux clubs de Sidi-Bel-Abbès, le Sporting Club Bel-Abbès (club colon) et l'Union Sportive Medinat Bel-Abbès (club musulman) devaient s'affronter. l'USM Bel-Abbès formula des réserves à l'encontre du joueur nommé Gros, capitaine du SC Bel-Abbès parce qu'il était sous le coup d'une suspension pour la finale. Le SC Bel-Abbès mit la pression sur la Ligue d'Oran qui décida à la surprise générale de qualifier pour la rencontre le capitaine du sporting. Devant cette incompréhension, les usmistes qui vécurent la décision comme une injustice déclarèrent forfait, déclenchant une vague de protestation tant dans l'Oranie que dans toute l'Afrique du Nord. Le FLN saisit alors cette opportunité et lança un appel solennel à l'intention des clubs musulmans, qui était le boycott de toutes les compétitions sportives en signe de protestation. Par conséquent toutes les associations musulmanes sportives algériennes décidèrent de se saborder et restèrent inactives jusqu'à nouvel ordre (soit jusqu'à l'Indépendance de l'Algérie).
Compte tenu de ces bouleversements à la fois historiques, politiques et sportifs, on réorganisa massivement le football et ses compétitions sur le territoire algérien. L'idée était d'intégrer rapidement et directement les différents clubs algériens dans le système du football français. Pour cela on créa un échelon supérieur à la traditionnelle Division Honneur (DH), que l'on nomma CFA, engendrant la naissance du "Championnat d'Algérie de football CFA" organisée par la FFF. Ce championnat se déroula entre les années 1959 et 1962, mais géré par le "Comité d'Organisations et de Liaisons des Ligues Algériennes". Parallèlement on créa également une Coupe d'Algérie de football, deux ans avant le Championnat d'Algérie CFA, et ce malgré l'autorisation des clubs algériens en Coupe de France. À partir de l'année 1956 seuls les clubs colons restèrent en lice pour cette compétition qui se déroula jusqu'en 1962, édition qui fut interrompue avant son terme au stade des tours préliminaires.

### Première édition (1956-1957)
Il a été décidé que la "Coupe d'Algérie de football", pour sa première édition, se déroulerait en trois phases bien distinctes. La première phase est une épreuve éliminatoire régionale qui est organisée par les ligues du football algérien que sont : la Ligue d'Oran, la Ligue d'Alger et la Ligue de Constantine. Chacune de ces ligues organise dans sa circonscription une épreuve éliminatoire et doit rendre compte au Comité d'Organisation leurs qualifiés. En se basant sur le nombre d'équipes existantes dans ces régions, il fut convenu que seront qualifiées au tour suivant, huit équipes de la Ligue d'Alger, huit équipes de la Ligue d'Oran et quatre équipes de la Ligue de Constantine, soit vingt équipes qualifiées en tout.
La deuxième phase est une épreuve éliminatoire inter-ligue qui doit déterminer des vingt équipes qualifiées les seize équipes pour le tour suivant. Pour ce tour, les quatre équipes qualifiées de la Ligue de Constantine affronteraient deux équipes de la Ligue d'Oran et deux équipes la Ligue d'Alger. Ces équipes sont désignées par tirage au sort et doivent déterminer les quatre prochaines équipes qualifiées pour le prochain tour. Les autres équipes non tirées au sort sont exemptées et sont automatiquement qualifiées au prochain tour. À noter également que ces matchs se déroulent en phase aller et retour uniquement dans les villes d'Alger et d'Oran, faute de stade de grande envergure homologué pour la Coupe d'Algérie à Constantine.
Et enfin la dernière phase est la phase finale, la compétition propre et qui débute par les huitièmes de finale de la compétition. Jusqu'à la finale de la compétition, les matchs se déroulent en rencontres aller et retour. Chacune de ces rencontres aller et retour se déroule à Alger ou Oran pour l'aller puis dans l'autre ville pour le retour. En cas de match nul et ce malgré le goal average, le match sera rejoué à une date ultérieure, incluant également le match de la finale.
| Tour                                        | Nom                                 | Dates retenues                       | Équipes participantes | Équipes gagnantes |
| Épreuve éliminatoire régionale (1re phase)  |                                     |                                      |                       |                   |
| 1                                           | Tours régionaux                     | du ?? au ??                          | ??                    | 20                |
| Épreuve éliminatoire inter-ligue (2e phase) |                                     |                                      |                       |                   |
| 2                                           | Tour inter-ligue                    | du ?? au 1er décembre 1956           | 20                    | 16                |
| Phase finale (2e phase)                     |                                     |                                      |                       |                   |
| 3                                           | Huitièmes de finale                 | du 5 janvier 1957 au 20 janvier 1957 | 16                    | 8                 |
| 3                                           | Quarts de finale                    | du 17 février 1957 au 3 mars 1957    | 8                     | 4                 |
| 4                                           | Demi-finales                        | du 17 mars 1957 au 31 mars 1957      | 4                     | 2                 |
| 5                                           | Finale Stade Vincent Monréal (Oran) | du 24 avril 1957 au 12 mai 1957      | 2                     | 1                 |

Le stade de la finale n'est dévoilé qu'au dernier moment, c'est-à-dire avant la finale. Si deux clubs d'une même région parviennent en finale, par commodité, on choisit le stade de leur région. Dans le cas contraire, la ville organisatrice de la finale et son stade sont décidés par tirage au sort.
Les dates ne sont pas fixes, et le calendrier ne tient pas compte des matchs à rejouer en cas d'égalité. Pour les tours régionaux, les matchs à rejouer ainsi que la désignation des équipes qualifiées ne doivent impérativement pas dépasser la date buttoir du 1er décembre 1956 afin de laisser le temps aux organisateurs de préparer les phases suivantes. Il s'agit de la seule date imposable, le comité d'organisation laisse une grande liberté d'autonomie aux ligues pour qu'elles organisent leur tournoi éliminatoire.
La première finale opposa deux équipes originaires de la Ligue d'Oran que sont l'AS Marine et l'AGS Mascara. Celles-ci s'affrontèrent en finale, au Stade Monréal d'Oran, qui se joua en phase aller et retour. Les matchs eurent lieu les dimanches 28 avril 1957 pour l'aller et 12 mai 1957 pour le retour. Après deux matchs qui se soldèrent tous deux d'un score nul de deux buts partout (quatre buts partout au goal average) ; la règle impose donc l'organisation d'un troisième match qui se joue cette fois-ci avec une prolongation de deux fois quinze minutes.
Finalement, après trois matchs disputés dans cette finale, l'AS Marine l'emporta dans ce match d'appui trois buts à un face l'AGS Mascara à l'issue de la prolongation. Elle devint la première équipe à remporter la compétition.
À l'issue d'une édition difficilement mise en place, l'Union des ligues algériennes de football décidera de réviser le règlement de la compétition afin d'améliorer son organisation et de réduire le cumul des matchs à rejouer.

### Règlement en vigueur pour l'édition (1957-1958)
Après une première édition difficile de mise en place, et compte tenu des nombreux matchs rejoués (notamment la finale qui se joua en trois fois); la Commission d'Organisation de l'épreuve en relation avec la Fédération française de football décida donc d'éditer une nouvelle réglementation. Ce nouveau règlement, redéfinissait les trois phases de la compétition (régionale, inter-ligue, et phase finale) afin d'éviter tout scénario similaire de la première édition.
La nouveauté, c'est que l'on évite le plus possible la multiplication des matchs à rejouer. Ainsi la finale sera jouée en un simple match unique. De nouvelles règles sont éditées comme celle concernant le plus grand nombre de corners obtenus en cas de matchs nuls. Ces nouvelles dispositions seront d'ailleurs reprises plus tard dans les premières éditions de l'actuelle Coupe d'Algérie de football, organisée par la Fédération algérienne de football. Cette nouvelle réglementation restera en vigueur jusqu'à la dernière édition de la compétition.

## Résultats et statistiques

### Finales de l'épreuve
| Saison    | Date          | Vainqueur            | Score                   | Finaliste               | Lieu                                    |
| --------- | ------------- | -------------------- | ----------------------- | ----------------------- | --------------------------------------- |
| 1956-1957 | 28 avril 1957 | AS Marine d'Oran (1) | 2 - 2 2 - 2 3 - 1 (a.p) | AGS Mascara             | Stade Vincent Monréal (Oran)            |
| 1957-1958 | 25 mai 1958   | SC Bel Abbès (1)     | 4 - 0                   | AS Saint-Eugène         | Stade Henri Fouquès-Duparc (Oran)       |
| 1958-1959 | 5 avril 1959  | SC Bel Abbès (2)     | 1 - 0                   | SS Marsa                | Stade Henri Fouquès-Duparc (Oran)       |
| 1959-1960 | 8 mai 1960    | SC Bel Abbès (3)     | 3 - 0                   | Olympique d'Hussein-Dey | Stade Municipal de Saint-Eugène (Alger) |
| 1960-1961 | 16 mai 1961   | Perrégaux GS (1)     | 2 - 1                   | GS Alger                | Stade Henri Fouquès-Duparc (Oran)       |
| 1961-1962 |               | édition arrêtée      | aux tours               | préliminaires           |                                         |

- Saison 1956-1957, finale en trois rencontres jouées : un match aller, un match retour et un match d'appui pour déterminer le vainqueur

### Palmarès général
| Éditions    | Clubs vainqueurs    | Ligues d'appartenances |
| ----------- | ------------------- | ---------------------- |
| 1956 - 1957 | AS Marine d'Oran    | Ligue d'Oran           |
| 1957-1958   | SC Bel Abbès        | Ligue d'Oran           |
| 1958-1959   | SC Bel Abbès        | Ligue d'Oran           |
| 1959-1960   | SC Bel Abbès        | Ligue d'Oran           |
| 1960-1961   | Perrégaux GS        | Ligue d'Oran           |
| 1961-1962   | Finale Non Disputée | Néant                  |

### Bilan analytique
- Résultats par ligues

| # | Ligues               | Vainqueurs | Finalistes | Clubs vainqueurs                                   |
| - | -------------------- | ---------- | ---------- | -------------------------------------------------- |
| 1 | Ligue d'Oran         | 5          | 2          | SC Bel Abbès (3), AS Marine (1), Perrégaux GS (1). |
| 2 | Ligue d'Alger        | 0          | 3          | Néant                                              |
| 3 | Ligue de Constantine | 0          | 0          | Néant                                              |

- Titres par clubs

| # | Club             | Ligues        | Vainqueur | Finaliste | Années de victoire  |
| - | ---------------- | ------------- | --------- | --------- | ------------------- |
| 1 | SC Bel Abbès     | Ligue d'Oran  | 3         | 0         | 1958, 1959 et 1960. |
| 2 | AS Marine d'Oran | Ligue d'Oran  | 1         | 0         | 1957.               |
| 3 | Perrégaux GS     | Ligue d'Oran  | 1         | 0         | 1961.               |
| 4 | AGS Mascara      | Ligue d'Oran  | 0         | 1         | -                   |
| 5 | AS Saint-Eugène  | Ligue d'Alger | 0         | 1         | -                   |
| 6 | SS Marsa         | Ligue d'Oran  | 0         | 1         | -                   |
| 7 | O Hussein Dey    | Ligue d'Alger | 0         | 1         | -                   |
| 8 | GS Alger         | Ligue d'Alger | 0         | 1         | -                   |

### Statistiques
- Année de lancement : 1956
- Nombre d'éditions jouées : 6
- Année de disparition : 1962
- Première édition : Coupe d'Algérie de football (époque coloniale) 1956-1957
- Premier vainqueur de la compétition : AS Marine, vainqueur 3 -1 (a.p), face à l'AGS Mascara, lors de l'édition 1956-1957.
- Nombre de finales non jouées : 1, en 1962, l'édition fut arrêtée durant les tours préliminaires, pour cause d'indépendance de l'Algérie.
- Plus grand nombre de victoires en finale pour un club : 3, le SC Bel-Abbès, en 1958, 1959 et 1960.
- Plus grand nombre de victoires consécutives en finale pour un club : 3, le SC Bel-Abbès, en 1958, 1959 et 1960.
- Plus grand nombre de participations en finale pour un club : '3, le SC Bel-Abbès, en 1958, 1959 et 1960.
- Plus grand nombre de défaite en finale pour un club : 1, l'AS Saint-Eugène en 1957, SS Marsa en 1958, l'O Hussein Dey en 1959 et le GS Alger en 1960.
- Plus grand nombre de buts marqués en finale : 4 buts, lors des éditions 1958 (victoire de l'AS Marine 3 -1 (a.p) sur l'AGS Mascara) et 1958 (victoire du SC Bel-Abbès 4-0 sur l'AS Saint-Eugène).
- Plus petit nombre de buts marqués en finale : 1 but, lors de l'édition 1959, victoire du SC Bel-Abbès 1-0 sur SS Marsa.
- Plus grand écart de score lors d'une finale : 4 buts, lors des éditions 1957 (victoire de l'AS Marine 3 -1 (a.p) sur l'AGS Mascara) et 1958 (victoire du SC Bel-Abbès 4-0 sur l'AS Saint-Eugène).
- Plus petit écart de score lors d'une finale : 1 but, lors des éditions 1959 (victoire du SC Bel-Abbès 1-0 sur SS Marsa) et 1961 (victoire 2-1 de la Perrégaux GS sur le GS Alger).
- Plus grand nombre de participations à une finale pour une ligue : 7, la Ligue d'Oran, elle est présente sur toutes les finales. Bien que seulement cinq finales furent jouées, deux d'entre elles opposèrent deux clubs de la même ligue lors des éditions 1957 et 1959.
- Plus grand nombre de victoires pour une ligue : 5, la Ligue d'Oran les remporte toutes.
- Plus grand nombre de victoires consécutives en finale pour une ligue : 5, la Ligue d'Oran les remporte toutes.
- Plus grand nombre de défaites en finale pour une ligue : 3, la Ligue d'Alger, lors des éditions 1958, 1960 et 1961.
- Plus grand nombre de défaites consécutives en finale pour une ligue : 2, la Ligue d'Alger, lors des éditions 1960 et 1961.
- Plus petit nombre de défaites en finale pour une ligue : 2, la Ligue d'Oran, lors des éditions 1957 et 1959.
- Aucune victoire en finale pour une ligue : 0, la Ligue d'Alger, 3 défaites en finales et la Ligue de Constantine.
- Aucune participation en finale pour une ligue : 0, la Ligue de Constantine.